# Jesta
Jesta – język programowania przeznaczony dla minikomputera Mera 400 realizujący zadania z zakresu obliczeń statystycznych. Jest to język problemowy. Powstał głównie z myślą o ułatwieniu stosowania biblioteki podprogramów statystycznych dostępnych w tym systemie komputerowym dla języka Fortran, a opracowanej w Instytucie Maszyn Matematycznych. Biblioteka ta obejmowała 25 procedur, a jej zastosowanie wymagało znajomości i umiejętności programowania w języku Fortran .
Język Jesta obejmuje zamkniętą listę rozkazów, z których każdy może posiadać odpowiednie opcje – rozgałęzienia, tzw. słowa problemowe w nomenklaturze języka – i listę argumentów. Lista rozkazów obejmowała:
- Rozkazy sterujące:
  - SYSTEM (SYSTEM) – rozpoczynający każdy program w języku Jesta,
  - KONIEC (KONIEC) – kończąc każdy program w języku Jesta,
- Rozkazy problemowe i wejścia-wyjścia:
  - CZYTAJ (CZ)
  - WYPROWADZAJ (WY)
  - WSPOLCZYNNIK (WS)
  - POCZĄTKOWEOBLICZENIA (PO)
  - SATYSTYKA (ST)
  - KOWARIANCJA (KO)
  - WARIANCJA (WA)
  - PRAWDOPODOBIENSTWO (PR)
  - NORMOWANIE  (NO)
  - TESTOWANIEHIPOTEZY (TE)

Kod źródłowy mógł zawierać napisy określające rozkaz w pełnym brzmieniu lub w formie skróconej, przy czym definicja języka wyznaczała minimalna liczbę znaków skrótu dla każdego rozkazu oddzielnie. W nawiasach podano minimalne skróty.
Powyższa zasada słów kluczowych i ich skrótów dotyczy także słów problemowych (rozgałęzień), które obejmowały takie słowa jak np.:
- dotyczące urządzeń: DYSK, MONITOR, TASMA, PROGRAM, PLOTTER, DRUKARKA, HISTOGRAM, FUNKCJA, WARTOSCI,
- dotyczące typu: CALKOWITE, RZECZYWISTE, TEKST,
- dotyczące funkcji statystycznych: SUMA, WARTOSC, ODCHYLENIE, ROZKLAD,
- i inne.

Z założenia przedmiotowy język miał umożliwić wykonywanie odpowiednich obliczeń także użytkownikom nie znającym zasad programowania w języku Fortran. Stanowił także bazę doświadczeń dla ewentualnej realizacji innych języków problemowych. Projekt jego realizacji w założeniach miał także umożliwiać w miarę prostą rozbudowę języka o kolejne funkcje w nowych implementacjach .